# Hallsteinsdalsvarp
Hallsteinsdalsvarp är en bergstopp i republiken Island. Den ligger i regionen Austurland, 400 km öster om huvudstaden Reykjavík. Toppen på Hallsteinsdalsvarp är 668 meter över havet.
Trakten runt Hallsteinsdalsvarp är nära nog obefolkad, med mindre än två invånare per kvadratkilometer. Närmaste större samhälle är Reyðarfjörður, omkring 12 kilometer öster om Hallsteinsdalsvarp. Trakten runt Hallsteinsdalsvarp består i huvudsak av gräsmarker.